# Titanic (1997.)
Titanic je američka epska romansa i film katastrofe iz 1997. godine kojeg je režirao i napisao James Cameron. U ovoj fiktivnoj priči postavljenoj u sjeni stvarne tragedije potonuća možda najpoznatijeg broda u povijesti glume Leonardo DiCaprio kao Jack Dawson i Kate Winslet kao Rose DeWitt Bukater, pripadnici potpuno različitih slojeva društva koji se zaljube u trenutku dok brod putuje prema svojoj vlastitoj propasti. Iako su glavni likovi i ljubavna priča potpuno izmišljeni, u filmu se pojavljuju i stvarne povijesne ličnosti. Gloria Stuart u filmu glumi ostarjelu Rose koja nas u naraciji vodi kroz cijelu priču, a Billy Zane glumi Cala Hockleyja, njezinog zaručnika iz mladih dana. 
Produkcija filma započela je 1995. godine kad je Cameron snimio pravu olupinu Titanica na dnu Atlantskog oceana. Scene koje se događaju u sadašnjosti snimljene su na brodu Akademik Mstislav Keldysh kojeg je Cameron koristio dok je snimao pravu olupinu. Rekonstrukcija kompletnog broda sagrađena je u Playas de Rosarito, Baja California, a pravi modeli i kompjuterska animacija poslužili su kako bi se rekreiralo potonuće. Troškove filmske produkcije međusobno su podijelila dva holivudska studija Paramount Pictures i 20th Century Fox kao američki i međunarodni distributer, a u to je vrijeme Titanic postao najskupljim filmom ikada snimljenim s budžetom od 200 milijuna dolara. 
Iako je film u kina trebao biti pušten 2. srpnja 1997. godine zbog odgađanja u post-produkciji službena kino distribucija započela je 19. prosinca iste godine. Titanic je postigao ogroman kritički i financijski uspjeh. Nominiran je za čak 14 nagrada Oscar (čime se izjednačio s filmom Sve o Evi kao najnominiraniji naslov u povijesti) od čega je osvojio 11 Oscara (čime se također izjednačio s filmovima Ben-Hur i Gospodar prstenova: Povratak kralja kao najnagrađivaniji naslov u povijesti) uključujući i one za najbolji film i režiju. Postao je najgledaniji film svih vremena, sveukupno zaradivši 1,8 milijardi dolara i na broju 1 ostao je punih 12 godina prije nego što ga je s trona svrgnuo film Avatar, također u režiji Jamesa Camerona. U Hrvatskoj film još uvijek drži rekord najgledanijeg filma od osamostaljenja, skupivši preko 465 tisuća gledatelja. Titanic je također proglašen šestim najboljim filmom katastrofe na top 10 ljestvici Američkog filmskog instituta. 
Godine 2012. film je ponovo distribuiran nakon što ga je redatelj James Cameron prilagodio 3D formatu.

## Radnja
Radnja filma započinje 1996. godine kada lovac na blago, Brock Lovett, zajedno sa svojim timom zaranja duboko u Atlantski ocean prema olupini Titanica u potrazi za vrijednom dijamantnom ogrlicom "Srce oceana". Nakon što u sefu pronađu crtež mlade djevojke koja nosi ogrlicu i isti objave putem medija, ubrzo im se javlja stara gospođa koja tvrdi da je upravo ona djevojka s crteža. Pomoću naracije, stara Rose vraća gledatelje u davnu 1912. godinu, u luku Southampton odakle Titanic kreće na svoje prvo putovanje. Osim Rose, nesretne djevojke zatočene u okove društvenog sloja u kojem živi, upoznajemo i njezinu majku Ruth te zaručnika Caledona "Cala" Hockleyja, sina bogatog Pittsburškog tajkuna koji će vjenčanjem s Rose otplatiti sve dugove u koje se uvukao njezin mrtvi otac. U isto vrijeme, mladi nadobudni slikar Jack Dawson osvaja kartu za Titanic na pokeru i u posljednji čas se sa svojim prijateljem Fabrizijem ukrcava na brod. 
Jack i Rose susreću se u trenutku u kojem se Rose pokušava ubiti, želeći se baciti s krme broda. Tijekom putovanja koje će trajati 4 dana, njih dvoje razvijaju prijateljstvo koje će prerasti u pravu ljubavnu romansu nakon što Jack nacrta Rose s ogrlicom "Srce oceana" koju joj je poklonio zaručnik Cal na početku putovanja. Dana 14. travnja 1912. godine, nekoliko sati nakon što su Jack i Rose doživjeli svoje najromantičnije trenutke Titanic se susreće sa svojom vlastitom sudbinom: velikom santom leda usred Atlantskog oceana. Budući brod plovi punom parom, ne uspijeva zaobići santu pa ju snažno udara dužinom od skoro 20 metara s bočne strane. 
Nakon što svima postane jasno da će "nepotopivi brod" ipak potonuti na dno oceana, nastaje masovna panika, a u cijelom ludilu Jack će biti uhićen, Cal će ih oboje pokušati ubiti, a nakon toga spasiti sebe pretvarajući se da je otac jedne siromašne djevojčice, sastav će nastaviti svirati, a Jack i Rose će ostati na brodu do samoga kraja. Na kraju Jack odluči da se Rose treba spasiti. Kad se ipak na kraju netko vrati po njih, Jack je mrtav, ali se Rose spasi.

## Uloge
- Leonardo DiCaprio kao Jack Dawson
- Kate Winslet kao Rose DeWitt Bukater
- Billy Zane kao Caledon "Cal" Hockley
- Kathy Bates kao Margaret "Molly Brown"
- Frances Fisher kao Ruth Dewitt Bukater
- Gloria Stuart kao starija Rose Dawson Calvert
- Bill Paxton kao Brock Lovett
- Bernard Hill kao kapetan Smith
- David Warner kao Spicer Lovejoy
- Victor Garber kao Thomas Andrews
- Jonathan Hyde kao Bruce Ismay
- Suzy Amis kao Lizzy Calvert
- Danny Nucci kao Fabrizio
- Jason Barry kao Tommy Ryan
- Ewan Stewart kao Murdoch
- Ioan Gruffudd kao Harold Lowe
- Eric Braeden kao John Jacob Astor
- Charlotte Chatton kao Madeleine Astor
- Bernard Fox kao Archibald Gracie
- Michael Ensign kao Benjamin Guggenheim
- Fannie Brett kao Madame Aubert
- Camilla Overbye Roos kao Helga Dahl
- Amy Gaipa kao Trudy Bolt
- Martin Jarvis kao Sir Duff Gordon
- Rosalind Ayres kao Lady Duff Gordon
- Rochelle Rose kao grofica od Rothesa
- Rocky Taylor kao Bert Cartmell
- Alexandre Owens kao Cora Cartmell
- Elsa Raven kao Ida Strauss
- Lew Palter kao Isidor Strauss

## Kino distribucija i box-office fenomen
Velike holivudske kompanije Paramount Pictures i 20th Century Fox financirale su produkciju Titanica i očekivale da će Cameron film završiti do lipnja, kako bi ga u kina pustile 2. srpnja 1997., kakav je i bio prvotni plan. Ipak, Cameron je napomenuo da su specijalni efekti za film izuzetno zahtjevni i da nema šanse da će ga on do navedenog datuma završiti. Nakon što je svima postalo jasno da će produkcija kasniti, Paramount je pomaknuo datum kino distribucije za 19. prosinca iste godine, što je potaknulo mnoge glasine o tome da se radi o katastrofalnom filmskom uratku. Međutim, prvi screening u Minneapolisu, 14. srpnja 1997. dobio je pozitivne kritike i po Internetu su počele priče o novom filmskom spektaklu. Film je svjetsku premijeru doživio 1. studenog 1997. godine na filmskom festivalu u Tokiju, a američka premijera održana je 14. prosinca 1997. godine na kojoj su se pojavile sve glumačke zvijezde filma.
Titanic je sa službenom kino distribucijom krenuo 19. prosinca 1997. godine u Sjevernoj Americi. Prvoga dana prikazivanja zaradio je 8,6 milijuna dolara, a nakon prvog vikenda 28,6 milijuna dolara što ga je smjestilo na prvo mjesto iza osamnaestog filma o Jamesu Bondu - Svijet nije dovoljan. Do Nove godine Titanic je zaradio preko 120 milijuna dolara, popularnost filma znatno se povećala, a rasprodaja kino dvorana je nastavljena bez prestanka. Vrhunac rezultata dogodio se na Valentinovo, 14. veljače 1998. godine, kada je film zaradio 13 milijuna dolara što predstavlja najveći box-office rezultat u jednom danu tog filma u kompletnoj kino distribuciji. Rezultat je tim veći zbog činjenice što je film tada već bio u šestom tjednu prikazivanja. Titanic je na prvom mjestu box-officea u Americi ostao punih petnaest tjedana zaredom, samo jedan tjedan manje od rekorda kojeg još uvijek drži Spielbergov E.T. U kinima u Sjevernoj Americi, film je igrao punih 10 mjeseci, napokon završivši sa svojom kino distribucijom 1. listopada 1998. godine i utrživši sveukupno 600 milijuna dolara. Popularna web stranica Box Office Mojo izračunala je da je Titanic šesti najgledaniji film svih vremena u SAD-u i Kanadi, kada se uračuna inflacija kino ulaznica. U ostatku svijeta, film je zaradio 1,2 milijarde dolara tako da sveukupni box-office danas iznosi točno 1,843,201,268 milijardi dolara. Ovim rezultatom Titanic se punih 12 godina nalazio na prvom mjestu najgledanijih filmova svih vremena u svijetu sve dok u kinima nije zaigrao sljedeći film redatelja Jamesa Camerona - Avatar.

## Nagrade
Titanic je svoj pohod na filmske nagrade započeo s dodjelom Zlatnih globusa gdje je osvojio četiri nagrade: najbolji film (drama), redatelj, originalna glazba i originalna pjesma. Kate Winslet (glavna glumica), Leonardo DiCaprio (glavni glumac), Gloria Stuart (sporedna glumica) i James Cameron (scenarij) bili su nominirani, ali nisu osvojili nagradu. Film je redom osvajao nagradu udruženja filmskih redatelja, nagradu Cinema Audio Society, nagradu udruženja filmskih glumaca, nagradu udruženja filmskih producenata i nagradu udruženja filmskih kritičara. Također je nominiran i za 10 nagrada BAFTA, ali nije osvojio niti jednu.
Film je nominiran u čak 14 kategorija za prestižnu filmsku nagradu Oscar, čime se izjednačio s dotadašnjim rekorderom filmom Sve o Evi iz 1950. godine. Na kraju večeri pobijedio je u 11 kategorija (film, redatelj, kamera, scenografija, kostimografija, zvuk, zvučni efekti, specijalni efekti, montaža, glazba, pjesma), čime se izjednačio s dotadašnjim rekorderom filmom Ben-Hur iz 1959. godine (2003. godine film Gospodar prstenova: Povratak kralja također će osvojiti 11 Oscara i ući u ovo elitno filmsko društvo). Kate Winslet, Gloria Stuart i ekipa koja stoji iza odjela šminke jedini su koji nisu pobijedili u svojim kategorijama, dok Leonardo DiCaprio za glavnu mušku ulogu i James Cameron za originalni scenarij nisu niti nominirani. 
Uz nagradu Oscar za najbolju pjesmu, film je osvojio i tri Grammy nagrade: pjesma godine, snimka godine i najbolja pjesma napisana isključivo za film ili televiziju. Soundtrack iz filma postao je najprodavaniji soundtrack koji sadrži isključivo orkestralnu glazbu svih vremena, a samo u SAD-u proveo je 16 tjedana na broju 1 uz prodanih preko 11 milijuna primjeraka što ga je s tim rezultatom smjestilo na prvo mjesto najprodavanijih albuma godine u SAD-u. Od ostalih nagrada svakako treba izdvojiti dvije osvojene MTV filmske nagrade za glavnu mušku ulogu (Leonardo DiCaprio) i najbolji film, te nagradu People's Choice Award za najbolji film. Sveukupno film je osvojio gotovo 90 nagrada uz dodatnih 47 nominacija. Knjiga o snimanju filma nalazila se na New Yorškoj bestselling listi nekoliko tjedana što je bilo prvi put u povijesti da se knjiga s takvom tematikom nalazi na tako visokoj poziciji.

## Zanimljivosti
- Matthew McConaughey je bio u pregovorima za glavnu ulogu.
- Prije nego što je počeo snimati "Titanic", redatelj James Cameron je potajno išao snimati ledene grebene blizu Nova Scotia pod izlikom da snima film "Planet Ice".
- Brod u filmu je vjerno izgrađen po stvarnom brodu Titanic.
- Kada se Jack sprema da slika Rose, kaže joj: "Lezi na krevet, ovaj, mislim kauč". U scenariju je pisalo da je DiCaprio trebao reči: "Lezi na kauč", ali se je zabunio a Cameronu se toliko svidjelo da je zadržao taj dijalog.
- David Warner, koji glumi Spicera Lovejoya, je također glumio u još jednom filmu o Titanicu, "S.O.S. Titanic" iz 1979.
- 120 tona vode je ispušteno tijekom završne sekvence potonuća.
- Cameron je isprva htio da Enya pjeva glavnu pjesmu u filmu, ali je ona odbila.
- Gloria Stuart je bila jedina osoba koja je radila na filmu a koja je bila živa 1912. kada je pravi Titanic potonuo.
- Gloria Stuart i Kate Winslet su jedine glumice koje su nominirane i za Oscara i za Zlatni globus za istu ulogu u jednom filmu (Stuart glumi staru Rose, Winslet mladu Rose).
- Fay Wray je odbila glumiti Rose u filmu.
- S budžetom od 200 milijuna $, "Titanic" je bio najskuplji film ikada snimljen do tada. Ipak, slomio je rekorde u kinima kada je zaradio preko 1 milijarde $ diljem svijeta.
- Gwyneth Paltrow je bila u pregovorima da glumi mladu Rose.
- Cameron je htio da Jack Dawson bude fiktivan lik. Na naknadno je ipak otkrio da je u Titanicu poginuo stanoviti J. Dawson (Joseph Dawson) koji se je rodio 1888. u Irskoj.
- Citat "Ja sam kralj svijeta" (I'm the king of the world!) kojeg izgovara DiCaprijev lik, Jack, postao je jedan od najpopularnijih citata u povijesti kinematografije.
- Režiser filma, James Cameron je naslikao sve slike iz Jackova albuma. U sceni u kojoj Jack oslikava golu Rose na kauču vidimo ruke, točnije ruke Jamesa Camerona.
- Gloria Stuart, koja je u vrijeme snimanja filma imala 86 godina, za ulogu starije Rose, pomoću šminke, postarana je na 101 godinu.
- Rob Lowe je bio u pregovorima za ulogu Cala Hockleya.
- Christian Bale je također bio u pregovorima za ulogu Jacka Dawsona, no James Cameron nije želio da dva britanska glumca istovremeno tumače dvije glavne uloge.
- Reba McEntire je bila u pregovorima za ulogu Molly Brown.
- U sceni u kojoj u vrijeme potonuća vidimo likove djedice i bakice na krevetu, držeći se za ruke, malo tko je prepoznao da je riječ o Idi i Isidoru Straussu, vlasnicima trgovina "Macy". Ida i Isidor Strauss su zaista umrli 1912. godine na Titanicu. Idi je bilo ponuđeno mjesto u čamcu za spašavanje, no ona ga je odbila, govoreći kako će ostati sa svojim suprugom do samoga kraja. Rekla mu je: "Živjeli smo zajedno. Umrijet ćemo zajedno." Ta scena je čak bila i snimljena, no naposljetku je izrezana.

## Vanjske poveznice
- Službena stranica
- Titanic u internetskoj bazi filmova IMDb-a
- Rotten-tomatoes.com